# Casa Fălcoianu din Roman
Casa Fălcoianu este o clădire situată pe strada Cuza Vodă nr. 20, în Roman, România. Clădirea, care este acum în componența Muzeului de Istorie din Roman, este cunoscută ca și Corpul B al acestui muzeu. Clădirea este monument istoric, înscrisă în lista monumentelor istorice din județul Neamț, având codul NT-II-m-B-10659.